# Tuis
Tuis es un distrito del cantón de Turrialba, en la provincia de Cartago, de Costa Rica.

## Historia
Tuis fue creado el 11 de junio de 1968 por medio de Decreto Ejecutivo 20. Segregado de La Suiza.

## Geografía
Tuis cuenta con un área de 39,2 km² y una altitud media de 735 m s. n. m.

## Demografía
Para el año 2022, Tuis cuenta con una población estimada de 3248 habitantes, y para el último censo efectuado, en 2011, Tuis contaba con una población de 2837 habitantes.

## Transporte

### Carreteras
Al distrito lo atraviesan las siguientes rutas nacionales de carretera:
- Ruta nacional 414